# Cá mòi Athi
Cá mòi Athi, tên khoa học Neobola fluviatilis, là một loài cá vây tia trong họ Cyprinidae. Chúng là loài đặc hữu của Kenya.
Môi trường sống tự nhiên của chúng là các con sông.